# درقة (سفلى أردستان)
درقة (بالفارسية: درقه) هي قرية تقع في إيران في Sofla Rural District. يقدر عدد سكانها بـ 18 نسمة بحسب إحصاء 2016.